# 末梢神経系
末梢神経系（まっしょうしんけいけい、英: peripheral nervous system, PNS）とは、神経系のうち中枢神経系（脳・脊髄）以外のものであり、神経線維と神経節とから成る。末梢神経系は機能的には、体の知覚・運動を制御する体性神経系と内臓・血管などの自動的制御に関わる自律神経系とに大別される。
神経組織を大まかに分けると、脳・脊髄より成る中枢神経系とそれ以外の、神経節と神経線維とから成る末梢神経系とに区別される。この区分は、肉眼解剖のみに頼っていた時代に作られたものであるから、両者に構造的な厳然とした境界があるわけではない。すなわち中枢と末梢の構造的区切りは、神経の機能的境界とは一致しない。例えば、脊髄前角から出る運動神経を例にあげれば、一本のニューロンが脊髄前角から脊髄外の筋肉まで、切れ目なく走行しているが、脊髄内部に存在する部分は中枢神経系と定義し、脊髄という領域から少しでも外部に線維が出れば、それが末梢神経系に属するという事になる。
進化学的に考えると、神経組織が下等な動物では、体の諸所に存在する散在神経の連絡網のみから成るだけで、中枢はなく末梢神経のみが局所の反射的調節を担っていることがわかる。しかしヒドラなどの刺胞動物でも、既に口の周囲の神経網は他部よりも密度が高く、頭部に脳が形成される兆しが見える。自律神経特に交感神経系は、完全に末梢部分が主体となって中枢外に交感神経幹を作り、この中に上顎・星状・腹腔・上下腸間膜・下腹神経節と呼ばれる神経節が連鎖を作っている。勿論脊髄を通じて中枢神経との連絡は存在する。